# Llista d'ocells de Cuba
Aquesta llista d'ocells de Cuba inclou totes les espècies d'ocells trobats a Cuba: 367, de les quals 26 en són endemismes, 17 estan globalment amenaçades d'extinció i 8 hi foren introduïdes.
Els ocells s'ordenen per ordre i família.

## Gaviiformes

### Gaviidae
- Gavia immer

## Podicipediformes

### Podicipedidae
- Tachybaptus dominicus
- Podilymbus podiceps

## Procellariiformes

### Procellariidae
- Pterodroma hasitata
- Calonectris diomedea
- Puffinus griseus
- Puffinus puffinus
- Puffinus lherminieri

### Hydrobatidae
- Oceanites oceanicus
- Oceanodroma castro
- Oceanodroma leucorhoa

## Pelecaniformes

### Phaethontidae
- Phaethon aethereus
- Phaethon lepturus

### Pelecanidae
- Pelecanus erythrorhynchos
- Pelecanus occidentalis

### Sulidae
- Morus bassanus
- Sula dactylatra
- Sula leucogaster
- Sula sula

### Phalacrocoracidae
- Phalacrocorax auritus
- Phalacrocorax brasilianus

### Anhingidae
- Anhinga anhinga

### Fregatidae
- Fregata magnificens

## Ciconiiformes

### Ardeidae
- Ardea alba
- Ardea herodias
- Egretta caerulea
- Egretta rufescens
- Egretta thula
- Egretta tricolor
- Bubulcus ibis
- Butorides virescens
- Nycticorax nycticorax
- Nyctanassa violacea
- Ixobrychus exilis
- Botaurus lentiginosus

### Ciconiidae
- Mycteria americana

### Threskiornithidae
- Eudocimus albus
- Eudocimus ruber
- Plegadis falcinellus
- Platalea ajaja

### Cathartidae
- Coragyps atratus
- Cathartes aura

## Phoenicopteriformes

### Phoenicopteridae
- Phoenicopterus ruber

## Anseriformes

### Anatidae
- Dendrocygna arborea
- Dendrocygna autumnalis
- Dendrocygna bicolor
- Dendrocygna viduata
- Cygnus columbianus
- Anser albifrons
- Chen caerulescens
- Branta canadensis
- Cairina moschata
- Aix sponsa
- Anas acuta
- Anas americana
- Anas bahamensis
- Anas clypeata
- Anas crecca
- Anas cyanoptera
- Anas discors
- Anas platyrhynchos
- Anas strepera
- Aythya affinis
- Aythya americana
- Aythya collaris
- Aythya marila
- Aythya valisineria
- Bucephala albeola
- Lophodytes cucullatus
- Mergus serrator
- Nomonyx dominicus
- Oxyura jamaicensis

## Falconiformes

### Pandionidae
- Pandion haliaetus

### Accipitridae
- Chondrohierax wilsonii
- Elanoides forficatus
- Rostrhamus sociabilis
- Circus cyaneus
- Accipiter gundlachi
- Accipiter striatus
- Buteo jamaicensis
- Buteo platypterus
- Buteogallus gundlachii
- Haliaeetus leucocephalus
- Ictinia mississippiensis

### Falconidae
- Caracara cheriway
- Falco columbarius
- Falco peregrinus
- Falco sparverius

## Galliformes

### Odontophoridae
- Colinus virginianus

### Phasianidae
- Phasianus colchicus
- Gallus gallus

### Numididae
- Numida meleagris

## Gruiformes

### Gruidae
- Grus canadensis

### Aramidae
- Aramus guarauna

### Rallidae
- Cyanolimnas cerverai
- Fulica americana
- Fulica caribaea
- Gallinula chloropus
- Laterallus jamaicensis
- Pardirallus maculatus
- Porphyrio martinica
- Porzana carolina
- Porzana flaviventer
- Rallus elegans
- Rallus limicola
- Rallus longirostris

## Charadriiformes

### Jacanidae
- Jacana spinosa

### Haematopodidae
- Haematopus palliatus

### Recurvirostridae
- Himantopus mexicanus
- Recurvirostra americana

### Charadriidae
- Charadrius alexandrinus
- Charadrius melodus
- Charadrius semipalmatus
- Charadrius vociferus
- Charadrius wilsonia
- Pluvialis dominica
- Pluvialis squatarola

### Scolopacidae
- Actitis macularius
- Arenaria interpres
- Bartramia longicauda
- Calidris alba
- Calidris alpina
- Calidris canutus
- Calidris fuscicollis
- Calidris himantopus
- Calidris mauri
- Calidris melanotos
- Calidris minutilla
- Calidris pusilla
- Gallinago gallinago
- Limnodromus griseus
- Limnodromus scolopaceus
- Limosa fedoa
- Limosa haemastica
- Numenius americanus
- Numenius phaeopus
- Tringa flavipes
- Tringa melanoleuca
- Tringa semipalmata
- Tringa solitaria
- Tryngites subruficollis
- Phalaropus fulicarius
- Phalaropus lobatus
- Phalaropus tricolor

### Stercorariidae
- Stercorarius longicaudus
- Stercorarius maccormicki
- Stercorarius parasiticus
- Stercorarius pomarinus

### Laridae
- Larus argentatus
- Larus atricilla
- Larus delawarensis
- Larus fuscus
- Larus marinus
- Larus philadelphia
- Larus pipixcan
- Larus ridibundus
- Rissa tridactyla
- Xema sabini

### Sternidae
- Anous stolidus
- Chlidonias niger
- Gelochelidon nilotica
- Hydroprogne caspia
- Onychoprion anaethetus
- Onychoprion fuscatus
- Phaetusa simplex
- Sterna dougallii
- Sterna forsteri
- Sterna hirundo
- Sterna paradisaea
- Sternula antillarum
- Thalasseus maximus
- Thalasseus sandvicensis

### Rynchopidae
- Rynchops niger

### Alcidae
- Alle alle

## Columbiformes

### Columbidae
- Columba livia
- Columbina passerina
- Ectopistes migratorius
- Geotrygon caniceps
- Geotrygon chrysia
- Geotrygon montana
- Patagioenas inornata
- Patagioenas leucocephala
- Patagioenas squamosa
- Starnoenas cyanocephala
- Streptopelia decaocto
- Zenaida asiatica
- Zenaida aurita
- Zenaida macroura

## Psittaciformes

### Psittacidae
- Amazona leucocephala
- Ara tricolor
- Aratinga euops

## Cuculiformes

### Cuculidae
- Coccyzus americanus
- Coccyzus erythropthalmus
- Coccyzus merlini
- Coccyzus minor
- Crotophaga ani

## Strigiformes

### Tytonidae
- Tyto alba

### Strigidae
- Asio dominguensis
- Asio otus
- Asio stygius
- Athene cunicularia
- Glaucidium siju
- Gymnoglaux lawrencii

## Caprimulgiformes

### Caprimulgidae
- Chordeiles gundlachii
- Chordeiles minor
- Caprimulgus carolinensis
- Caprimulgus cubanensis
- Caprimulgus vociferus

### Nyctibiidae
- Nyctibius jamaicensis

## Apodiformes

### Apodidae
- Cypseloides niger
- Streptoprocne zonaris
- Chaetura pelagica
- Tachornis phoenicobia

## Trochiliformes

### Trochilidae
- Archilochus colubris
- Chlorostilbon ricordii
- Mellisuga helenae

## Trogoniformes

### Trogonidae
- Priotelus temnurus

## Coraciiformes

### Cerylidae
- Ceryle alcyon

## Alcedinidae
- Alcedo atthis

### Todidae
- Todus multicolor

## Piciformes

### Picidae
- Campephilus principalis
- Colaptes auratus
- Colaptes fernandinae
- Melanerpes superciliaris
- Sphyrapicus varius
- Xiphidiopicus percussus

## Passeriformes

### Tyrannidae
- Contopus caribaeus
- Contopus sordidulus
- Contopus virens
- Empidonax alnorum
- Empidonax flaviventris
- Empidonax traillii
- Empidonax virescens
- Sayornis phoebe
- Myiarchus crinitus
- Myiarchus sagrae
- Tyrannus caudifasciatus
- Tyrannus cubensis
- Tyrannus dominicensis
- Tyrannus forficatus
- Tyrannus melancholicus
- Tyrannus savana
- Tyrannus tyrannus
- Tyrannus verticalis

### Hirundinidae
- Hirundo rustica
- Petrochelidon fulva
- Petrochelidon pyrrhonota
- Progne cryptoleuca
- Progne subis
- Riparia riparia
- Stelgidopteryx serripennis
- Tachycineta bicolor
- Tachycineta cyaneoviridis

### Regulidae
- Regulus calendula

### Bombycillidae
- Bombycilla cedrorum

### Troglodytidae
- Cistothorus palustris
- Ferminia cerverai
- Troglodytes aedon

### Mimidae
- Dumetella carolinensis
- Mimus gundlachii
- Mimus polyglottos
- Toxostoma rufum

### Turdidae
- Catharus bicknelli
- Catharus fuscescens
- Catharus guttatus
- Catharus minimus
- Catharus ustulatus
- Hylocichla mustelina
- Myadestes elisabeth
- Sialia sialis
- Turdus migratorius
- Turdus plumbeus

### Polioptilidae
- Polioptila caerulea
- Polioptila lembeyei

### Muscicapidae
- Oenanthe oenanthe

### Corvidae
- Corvus minutus
- Corvus nasicus

### Sturnidae
- Sturnus vulgaris

### Estrildidae
- Lonchura malacca
- Lonchura punctulata

### Vireonidae
- Vireo altiloquus
- Vireo crassirostris
- Vireo flavifrons
- Vireo gilvus
- Vireo griseus
- Vireo gundlachii
- Vireo olivaceus
- Vireo philadelphicus
- Vireo solitarius

### Parulidae
- Dendroica kirtlandii
- Dendroica caerulescens
- Dendroica castanea
- Dendroica cerulea
- Dendroica coronata
- Dendroica discolor
- Dendroica dominica
- Dendroica fusca
- Dendroica magnolia
- Dendroica nigrescens
- Dendroica palmarum
- Dendroica pensylvanica
- Dendroica petechia
- Dendroica pinus
- Dendroica pityophila
- Dendroica striata
- Dendroica tigrina
- Dendroica virens
- Geothlypis trichas
- Helmitheros vermivorum
- Icteria virens
- Limnothlypis swainsonii
- Mniotilta varia
- Oporornis agilis
- Oporornis formosus
- Oporornis philadelphia
- Parula americana
- Protonotaria citrea
- Seiurus aurocapilla
- Seiurus motacilla
- Seiurus noveboracensis
- Setophaga ruticilla
- Teretistris fernandinae
- Teretistris fornsi
- Vermivora bachmanii
- Vermivora celata
- Vermivora chrysoptera
- Vermivora peregrina
- Vermivora pinus
- Vermivora ruficapilla
- Vermivora virginiae
- Wilsonia canadensis
- Wilsonia citrina
- Wilsonia pusilla

### Coerebidae
- Coereba flaveola

### Thraupidae
- Cyanerpes cyaneus
- Piranga ludoviciana
- Piranga olivacea
- Piranga rubra
- Spindalis zena

### Emberizidae
- Ammodramus savannarum
- Chondestes grammacus
- Melopyrrha nigra
- Melospiza lincolnii
- Passerculus sandwichensis
- Pipilo chlorurus
- Sicalis flaveola
- Spizella pallida
- Spizella passerina
- Tiaris bicolor
- Tiaris canorus
- Tiaris olivaceus
- Torreornis inexpectata
- Zonotrichia leucophrys

### Cardinalidae
- Passerina amoena
- Passerina caerulea
- Passerina ciris
- Passerina cyanea
- Pheucticus ludovicianus
- Spiza americana

### Icteridae
- Agelaius assimilis
- Agelaius humeralis
- Dives atroviolaceus
- Dolichonyx oryzivorus
- Icterus cucullatus
- Icterus galbula
- Icterus melanopsis
- Icterus mesomelas
- Icterus spurius
- Molothrus ater
- Molothrus bonariensis
- Quiscalus niger
- Sturnella magna
- Xanthocephalus xanthocephalus
- Euphagus carolinus

### Fringillidae
- Carduelis psaltria
- Carduelis tristis

### Passeridae
- Passer domesticus[1]